# The Digital Swiss 5
The Digital Swiss 5 war ein vom 22. bis 26. April 2020 veranstaltetes E-Cycling-Event.
The Digital Swiss 5 wurde von der Organisation des UCI WorldTour-Etappenrennens Tour de Suisse und Velon, einer Vereinigung von Radsportteams, veranstaltet. Die Austragung stand in Zusammenhang mit der Absage der Tour de Suisse 2020 aufgrund der COVID-19-Pandemie.
Es starteten jeweils drei Radrennfahrer der UCI WorldTeams mit Ausnahme der Mannschaften Astana Pro Team, Cofidis und UAE Team Emirates, zuzüglich der UCI ProTeams Rally Cycling und Total Direct Énergie und eines Nationalteams von Swiss Cycling. Die Mannschaften konnten die Fahrer von Tag zu Tag wechseln, so dass es sich nicht um ein E-Etappenrennen, sondern um eine Serie von E-Eintagesrennen handelte. Daher gab es keine Einzelgesamtwertung.
Im Gegensatz zum Straßenradsport und anderen Online-Plattformen bietet die Online-Trainingsplattform Rouvy, auf der die Wettbewerbe stattfanden, keinen Windschatteneffekt, so dass es sich faktisch um E-Einzelzeitfahren handelt.
Rohan Dennis und Stefan Küng gewannen jeweils zwei Abschnitte; Nicolas Roche gewann einen.

## Teilnehmende Mannschaften
| WorldTeams (16)- AG2R La Mondiale - Bahrain McLaren - Bora-Hansgrohe - CCC Team - Deceuninck-Quick Step - EF Pro Cycling - Groupama-FDJ - Israel Start-Up Nation - Lotto Soudal - Mitchelton-Scott - Movistar Team - NTT Pro Cycling - Ineos - Jumbo-Visma - Team Sunweb - Trek-Segafredo ProTeams (2)- Rally Cycling - Total Direct Énergie Nationalmannschaft- Schweiz |
| |

## Etappenübersicht
The Digital Swiss 5 begann virtuell in Agarn im Kanton Wallis und endete in Sedrun im Kanton Graubünden.
| Etappe    | Datum    | Etappenorte                         | type                 | Länge (km) | Etappensieger | Gesamtführender |
| --------- | -------- | ----------------------------------- | -------------------- | ---------- | ------------- | --------------- |
| 1. Etappe | 22. Apr. | Agarn – Leukerbad                   | Mittelschwere Etappe | 26,6       | Rohan Dennis  | nicht vergeben  |
| 2. Etappe | 23. Apr. | Frauenfeld – Frauenfeld             | Hügelige Etappe      | 46         | Stefan Küng   | nicht vergeben  |
| 3. Etappe | 24. Apr. | Fiesch – Nufenenpass                | Hochgebirgsetappe    | 33,1       | Nicolas Roche | nicht vergeben  |
| 4. Etappe | 25. Apr. | Oberlangenegg – Langnau im Emmental | Mittelschwere Etappe | 36,8       | Stefan Küng   | nicht vergeben  |
| 5. Etappe | 26. Apr. | Camperio – Sedrun                   | Hochgebirgsetappe    | 36         | Rohan Dennis  | nicht vergeben  |

## Etappen

### Agarn – Leukerbad (26,6 km, 22. April 2020)
| \| Etappenergebnis \| Etappenergebnis \| Etappenergebnis \| Etappenergebnis \| Etappenergebnis \| \| Fahrer \| Fahrer \| Land \| Team \| Zeit \| \| --------------- \| --------------- \| ------------------ \| --------------------- \| --------------- \| \| 1. \| Rohan Dennis \| Australien \| Team Ineos \| 53 min 07 s \| \| 2. \| Nicolas Roche \| Irland \| Team Sunweb \| + 1 min 09 s \| \| 3. \| James Whelan \| Australien \| EF Pro Cycling \| + 1 min 28 s \| \| 4. \| Chris Hamilton \| Australien \| Team Sunweb \| + 1 min 38 s \| \| 5. \| Ben O’Connor \| Australien \| NTT Pro Cycling \| + 2 min 03 s \| \| 6. \| Luke Durbridge \| Australien \| Mitchelton-Scott \| + 2 min 17 s \| \| 7. \| Remco Evenepoel \| Belgien \| Deceuninck-Quick Step \| + 2 min 37 s \| \| 8. \| Pieter Serry \| Belgien \| Deceuninck-Quick Step \| + 3 min 14 s \| \| 9. \| Lawson Craddock \| Vereinigte Staaten \| EF Pro Cycling \| + 3 min 15 s \| \| 10. \| Cameron Wurf \| Australien \| Team Ineos \| + 3 min 35 s \| |                 |                    |                       |              |
| |                 |                    |                       |              |
| |                 |                    |                       |              |
| Etappenergebnis |                 |                    |                       |              |
| Fahrer | Fahrer          | Land               | Team                  | Zeit         |
| 1. | Rohan Dennis    | Australien         | Team Ineos            | 53 min 07 s  |
| 2. | Nicolas Roche   | Irland             | Team Sunweb           | + 1 min 09 s |
| 3. | James Whelan    | Australien         | EF Pro Cycling        | + 1 min 28 s |
| 4. | Chris Hamilton  | Australien         | Team Sunweb           | + 1 min 38 s |
| 5. | Ben O’Connor    | Australien         | NTT Pro Cycling       | + 2 min 03 s |
| 6. | Luke Durbridge  | Australien         | Mitchelton-Scott      | + 2 min 17 s |
| 7. | Remco Evenepoel | Belgien            | Deceuninck-Quick Step | + 2 min 37 s |
| 8. | Pieter Serry    | Belgien            | Deceuninck-Quick Step | + 3 min 14 s |
| 9. | Lawson Craddock | Vereinigte Staaten | EF Pro Cycling        | + 3 min 15 s |
| 10. | Cameron Wurf    | Australien         | Team Ineos            | + 3 min 35 s |

### Frauenfeld – Frauenfeld (46,0 km, 23. April 2020)
| \| Etappenergebnis \| Etappenergebnis \| Etappenergebnis \| Etappenergebnis \| Etappenergebnis \| \| Fahrer \| Fahrer \| Land \| Team \| Zeit \| \| --------------- \| ----------------- \| ------------------ \| --------------- \| --------------- \| \| 1. \| Stefan Küng \| Schweiz \| Groupama-FDJ \| 54 min 30 s \| \| 2. \| Filippo Ganna \| Italien \| Team Ineos \| + 47 s \| \| 3. \| Michael Matthews \| Australien \| Team Sunweb \| + 1 min 28 s \| \| 4. \| Greg Van Avermaet \| Belgien \| CCC Team \| + 1 min 32 s \| \| 5. \| Matteo Dal-Cin \| Kanada \| Rally Cycling \| + 2 min 24 s \| \| 6. \| Stephen Bassett \| Vereinigte Staaten \| Rally Cycling \| + 2 min 30 s \| \| 7. \| Rasmus Tiller \| Norwegen \| NTT Pro Cycling \| + 2 min 40 s \| \| 8. \| Kamil Gradek \| Polen \| CCC Team \| + 2 min 42 s \| \| 9. \| Michael Schär \| Schweiz \| CCC Team \| + 2 min 47 s \| \| 10. \| Mitchell Docker \| Australien \| EF Pro Cycling \| + 3 min 21 s \| |                   |                    |                 |              |
| |                   |                    |                 |              |
| |                   |                    |                 |              |
| Etappenergebnis |                   |                    |                 |              |
| Fahrer | Fahrer            | Land               | Team            | Zeit         |
| 1. | Stefan Küng       | Schweiz            | Groupama-FDJ    | 54 min 30 s  |
| 2. | Filippo Ganna     | Italien            | Team Ineos      | + 47 s       |
| 3. | Michael Matthews  | Australien         | Team Sunweb     | + 1 min 28 s |
| 4. | Greg Van Avermaet | Belgien            | CCC Team        | + 1 min 32 s |
| 5. | Matteo Dal-Cin    | Kanada             | Rally Cycling   | + 2 min 24 s |
| 6. | Stephen Bassett   | Vereinigte Staaten | Rally Cycling   | + 2 min 30 s |
| 7. | Rasmus Tiller     | Norwegen           | NTT Pro Cycling | + 2 min 40 s |
| 8. | Kamil Gradek      | Polen              | CCC Team        | + 2 min 42 s |
| 9. | Michael Schär     | Schweiz            | CCC Team        | + 2 min 47 s |
| 10. | Mitchell Docker   | Australien         | EF Pro Cycling  | + 3 min 21 s |

### Fiesch – Nufenenpass (33,1 km, 24. April 2020)
| \| Etappenergebnis \| Etappenergebnis \| Etappenergebnis \| Etappenergebnis \| Etappenergebnis \| \| Fahrer \| Fahrer \| Land \| Team \| Zeit \| \| --------------- \| ------------------- \| ------------------ \| -------------------- \| --------------- \| \| 1. \| Nicolas Roche \| Irland \| Team Sunweb \| 1 h 12 min 11 s \| \| 2. \| İlnur Zäkärin \| Russland \| CCC Team \| + 1 min 10 s \| \| 3. \| Lawrence Warbasse \| Vereinigte Staaten \| AG2R La Mondiale \| + 1 min 17 s \| \| 4. \| Chris Hamilton \| Australien \| Team Sunweb \| + 1 min 40 s \| \| 5. \| James Whelan \| Australien \| EF Pro Cycling \| + 1 min 51 s \| \| 6. \| Michał Kwiatkowski \| Polen \| Team Ineos \| + 2 min 04 s \| \| 7. \| Hermann Pernsteiner \| Österreich \| Bahrain McLaren \| + 2 min 30 s \| \| 8. \| Louis Meintjes \| Südarfika \| NTT Pro Cycling \| + 2 min 54 s \| \| 9. \| Rein Taaramäe \| Estland \| Total Direct Énergie \| + 3 min 08 s \| \| 10. \| Gavin Mannion \| Vereinigte Staaten \| Rally Cycling \| + 3 min 25 s \| |                     |                    |                      |                 |
| |                     |                    |                      |                 |
| |                     |                    |                      |                 |
| Etappenergebnis |                     |                    |                      |                 |
| Fahrer | Fahrer              | Land               | Team                 | Zeit            |
| 1. | Nicolas Roche       | Irland             | Team Sunweb          | 1 h 12 min 11 s |
| 2. | İlnur Zäkärin       | Russland           | CCC Team             | + 1 min 10 s    |
| 3. | Lawrence Warbasse   | Vereinigte Staaten | AG2R La Mondiale     | + 1 min 17 s    |
| 4. | Chris Hamilton      | Australien         | Team Sunweb          | + 1 min 40 s    |
| 5. | James Whelan        | Australien         | EF Pro Cycling       | + 1 min 51 s    |
| 6. | Michał Kwiatkowski  | Polen              | Team Ineos           | + 2 min 04 s    |
| 7. | Hermann Pernsteiner | Österreich         | Bahrain McLaren      | + 2 min 30 s    |
| 8. | Louis Meintjes      | Südarfika          | NTT Pro Cycling      | + 2 min 54 s    |
| 9. | Rein Taaramäe       | Estland            | Total Direct Énergie | + 3 min 08 s    |
| 10. | Gavin Mannion       | Vereinigte Staaten | Rally Cycling        | + 3 min 25 s    |

### Oberlangenegg – Langnau im Emmental (36,8 km, 25. April 2020)
| \| Etappenergebnis \| Etappenergebnis \| Etappenergebnis \| Etappenergebnis \| Etappenergebnis \| \| Fahrer \| Fahrer \| Land \| Team \| Zeit \| \| --------------- \| -------------------- \| ---------------------- \| ---------------- \| --------------- \| \| 1. \| Stefan Küng \| Schweiz \| Schweiz \| 46 min 03 s \| \| 2. \| Michael Matthews \| Australien \| Team Sunweb \| + 6 s \| \| 3. \| Ethan Hayter \| Vereinigtes Königreich \| Team Ineos \| + 43 s \| \| 4. \| Greg Van Avermaet \| Belgien \| CCC Team \| + 57 s \| \| 5. \| Michael Gogl \| Österreich \| NTT Pro Cycling \| + 1 min 00 s \| \| 6. \| Silvan Dillier \| Schweiz \| AG2R La Mondiale \| + 1 min 42 s \| \| 7. \| Tobias Foss \| Norwegen \| Jumbo-Visma \| + 1 min 48 s \| \| 8. \| Stephen Bassett \| Vereinigte Staaten \| Rally Cycling \| + 1 min 55 s \| \| 9. \| Tobias Ludvigsson \| Schweden \| Groupama-FDJ \| + 1 min 57 s \| \| 10. \| Nathan Van Hooydonck \| Belgien \| CCC Team \| + 2 min 00 s \| |                      |                        |                  |              |
| |                      |                        |                  |              |
| |                      |                        |                  |              |
| Etappenergebnis |                      |                        |                  |              |
| Fahrer | Fahrer               | Land                   | Team             | Zeit         |
| 1. | Stefan Küng          | Schweiz                | Schweiz          | 46 min 03 s  |
| 2. | Michael Matthews     | Australien             | Team Sunweb      | + 6 s        |
| 3. | Ethan Hayter         | Vereinigtes Königreich | Team Ineos       | + 43 s       |
| 4. | Greg Van Avermaet    | Belgien                | CCC Team         | + 57 s       |
| 5. | Michael Gogl         | Österreich             | NTT Pro Cycling  | + 1 min 00 s |
| 6. | Silvan Dillier       | Schweiz                | AG2R La Mondiale | + 1 min 42 s |
| 7. | Tobias Foss          | Norwegen               | Jumbo-Visma      | + 1 min 48 s |
| 8. | Stephen Bassett      | Vereinigte Staaten     | Rally Cycling    | + 1 min 55 s |
| 9. | Tobias Ludvigsson    | Schweden               | Groupama-FDJ     | + 1 min 57 s |
| 10. | Nathan Van Hooydonck | Belgien                | CCC Team         | + 2 min 00 s |

### Camperio – Sedrun (36,0 km, 26. April 2020)
| \| Etappenergebnis \| Etappenergebnis \| Etappenergebnis \| Etappenergebnis \| Etappenergebnis \| \| Fahrer \| Fahrer \| Land \| Team \| Zeit \| \| --------------- \| --------------------- \| --------------- \| ---------------- \| --------------- \| \| 1. \| Rohan Dennis \| Australien \| Team Ineos \| 42 min 48 s \| \| 2. \| Nicolas Roche \| Irland \| Team Sunweb \| + 11 s \| \| 3. \| Jonas Vingegaard \| Dänemark \| Jumbo-Visma \| + 37 s \| \| 4. \| Chris Hamilton \| Australien \| Team Sunweb \| + 45 s \| \| 5. \| Maximilian Schachmann \| Deutschland \| Bora-Hansgrohe \| + 49 s \| \| 6. \| Jai Hindley \| Australien \| Team Sunweb \| + 50 s \| \| 7. \| Ben O’Connor \| Australien \| NTT Pro Cycling \| + 59 s \| \| 8. \| İlnur Zäkärin \| Russland \| CCC Team \| + 1 min 10 s \| \| 9. \| Nick Schultz \| Australien \| Mitchelton-Scott \| + 1 min 16 s \| \| 10. \| Mathias Frank \| Schweiz \| Schweiz \| + 1 min 31 s \| |                       |             |                  |              |
| |                       |             |                  |              |
| |                       |             |                  |              |
| Etappenergebnis |                       |             |                  |              |
| Fahrer | Fahrer                | Land        | Team             | Zeit         |
| 1. | Rohan Dennis          | Australien  | Team Ineos       | 42 min 48 s  |
| 2. | Nicolas Roche         | Irland      | Team Sunweb      | + 11 s       |
| 3. | Jonas Vingegaard      | Dänemark    | Jumbo-Visma      | + 37 s       |
| 4. | Chris Hamilton        | Australien  | Team Sunweb      | + 45 s       |
| 5. | Maximilian Schachmann | Deutschland | Bora-Hansgrohe   | + 49 s       |
| 6. | Jai Hindley           | Australien  | Team Sunweb      | + 50 s       |
| 7. | Ben O’Connor          | Australien  | NTT Pro Cycling  | + 59 s       |
| 8. | İlnur Zäkärin         | Russland    | CCC Team         | + 1 min 10 s |
| 9. | Nick Schultz          | Australien  | Mitchelton-Scott | + 1 min 16 s |
| 10. | Mathias Frank         | Schweiz     | Schweiz          | + 1 min 31 s |

## TV-Übertragungen
| Land                                   | Logo | Sender                       |
| -------------------------------------- | ---- | ---------------------------- |
| Afrika                                 |      | SuperSport                   |
| Australien                             |      | Special Broadcasting Service |
| Belgien                                |      | Eleven Sports                |
| Italien                                |      | Eleven Sports                |
| Myanmar                                |      | Eleven Sports                |
| Polen                                  |      | Eleven Sports                |
| Portugal                               |      | Eleven Sports                |
| Taiwan                                 |      | Eleven Sports                |
| Bosnien und Herzegowina                |      | Sportklub                    |
| Kroatien                               |      | Sportklub                    |
| Montenegro                             |      | Sportklub                    |
| Nordmazedonien                         |      | Sportklub                    |
| Serbien                                |      | Sportklub                    |
| Slowenien                              |      | Sportklub                    |
| Dänemark                               |      | TV 2 (Dänemark)              |
| Deutschland                            |      | ZDF                          |
| Frankreich                             |      | L’Équipe                     |
| Französische Überseegebiete            |      | L’Équipe                     |
| Israel                                 |      | Sport 5                      |
| Japan                                  |      | J Sports                     |
| Kanada                                 |      | FloSports                    |
| Vereinigte Staaten                     |      | FloSports                    |
| Neuseeland                             |      | Sky (Neuseeland)             |
| Niederlande                            |      | Nederlandse Omroep Stichting |
| Norwegen                               |      | TV 2 (Norwegen)              |
| Schweiz                                |      | SRG SSR                      |
| Vereinigtes Königreich                 |      | BBC Sport                    |
| Welt Ausser: Kanada Vereinigte Staaten |      | Olympic Channel              |

Quelle: